# Скалозуб Олекса
Скалозу́б Оле́кса (1895—1947) — актор із театру ім. Садовського, драматург, театральний діяч.

## Життєпис
Народився 1895 року.

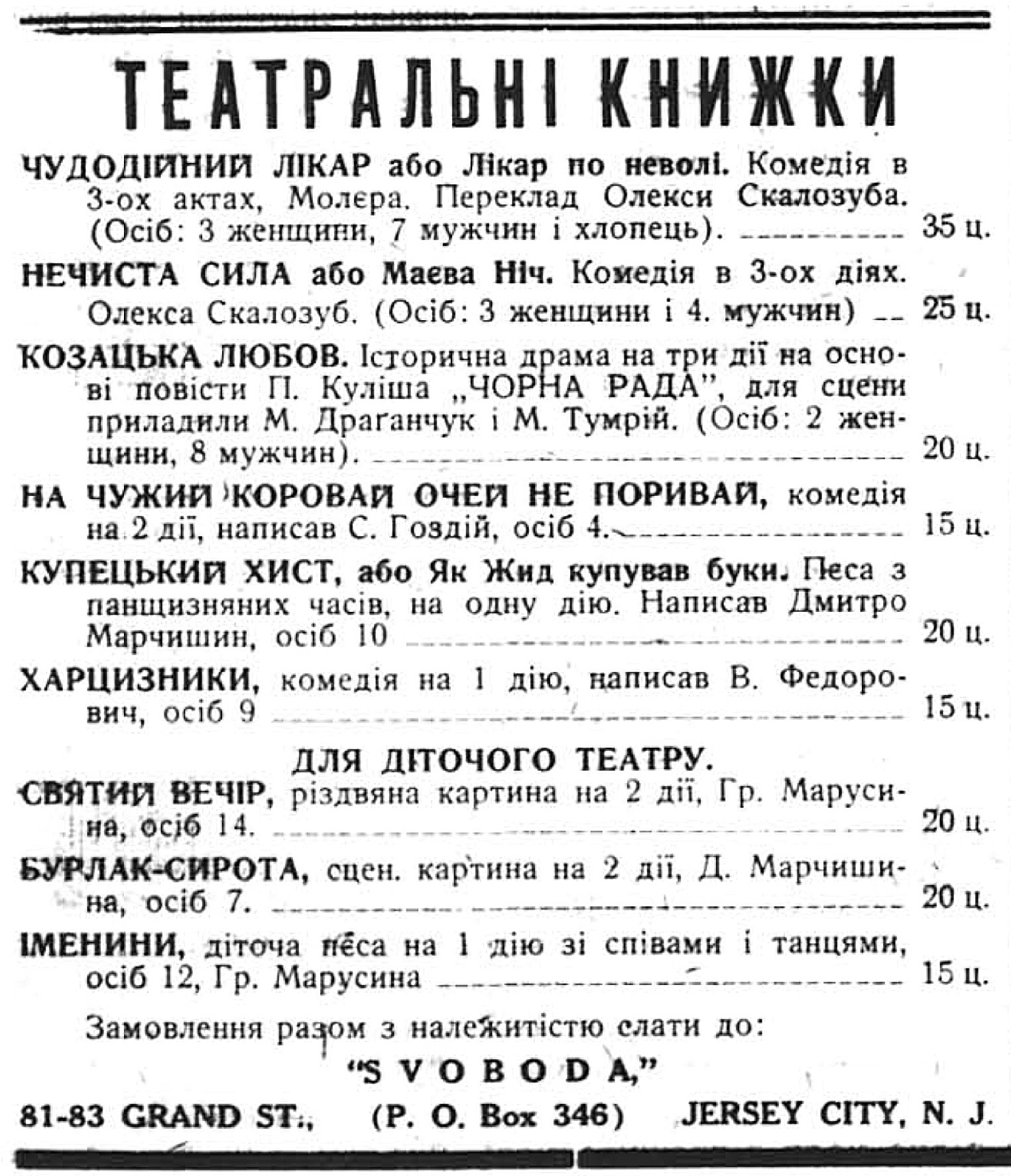
Дві постанови Олекси Скалозуба, вівторок, 13 листопада, 1934 рік

По Першій світовій війні переселився з Наддніпрянщини до Коломиї. Старшина Дієвої Армії УНР.
У повоєнні роки й до кінця 20-х, гуртуючи навколо себе талановиту молодь, очолює разом із Дмитром Николишином Коломийський театр, що його 1916 року було відновлено як «Український народний театр ім. Тобілевича». Був також актором Українського театру Миколи Орла-Степняка. У Коломиї 1934 року переклав із французької класики Мольєрову комедію «Чудодійний лікар». Здійснив інсценізацію повісті Богдана Лепкого «Сотниківна». Популярність Олекси Скалозуба в міської громади була такою, що 1936 року відомий український художник Ярослав Лукавецький створює його портрет, відгукуючись про актора як про «жертвенного фанатика, патріота, емігранта-петлюрівця й курбасівця». Саме в постановці Олекси Скалозуба коломийський театр ім. Тобілевича зіграв виставу «Крицеві душі» за повістю «Апостол черні» 1937 року на вечорі, присвяченім 40-річчю письменницької діяльності Ольги Кобилянської за участі самої ювілярки. У його виставах брали учать Іван Іваницький, Роман Малащук, Роман Степаняк тощо.
Він співпрацював із «Рекордом», де видавав твори для сцени. Помітною книгою був «Словник чужомовних слів, виразів і приповідок» 1933 року, що його впорядкував сам драматург.
Помер 1947 року.